# (2676) Aarhus
(2676) Aarhus – planetoida z pasa głównego asteroid okrążająca Słońce w ciągu 3,73 lat w średniej odległości 2,4 j.a. Odkrył ją Karl Reinmuth 25 sierpnia 1933 roku. Nazwa planetoidy pochodzi od duńskiego miasta Aarhus.